# Enanismo felino

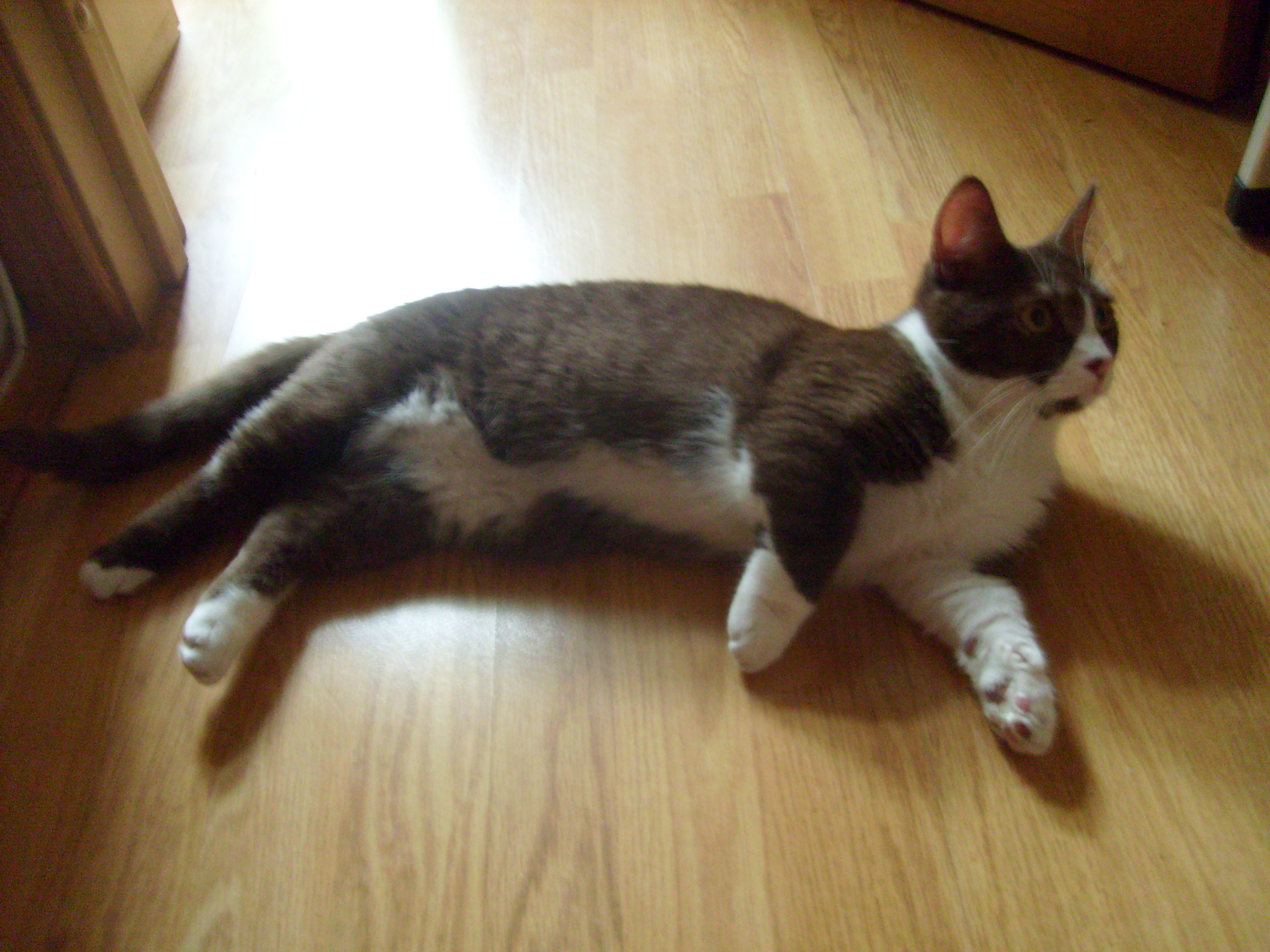
Un Munchkin con las piernas extendidas.

El enanismo felino es una condición producto de una mutación genética que afecta principalmente a los gatos domésticos. A diferencia de los gatos de proporciones normales de tamaño insuficiente, los gatos enanos muestran síntomas de osteocondrodisplasia, trastornos genéticos del hueso y el cartílago, que generalmente se manifiestan como patas notablemente cortas.
Desde mediados del siglo XX, se han desarrollado razas de gatos con enanismo incrustado para la venta comercial. La ética de su cría selectiva es objeto de acalorados debates, y muchos países lo prohíben por ser considerada como crueldad hacia los animales.

## Características
El término "gato enano" se aplica incorrectamente a gatos como los persas Toy y Teacup que, aunque pequeños, son razas de proporciones felinas normales. Los gatos enanos verdaderos son condrodisplásicos y tienen patas mucho más cortas y gruesas. Por lo general, la mitad de una arena para gatos enanos son no enanos nacidos con la longitud normal de la pierna.

## Razas
El Munchkin es la raza original de gatos enanos. The International Cat Association (TICA) reconoció al Munchkin como raza en 1994, junto con un híbrido persa-Munchkin, el Minuet. Otras razas propuestos como el Skookum y Bambino no se han dado reconocimiento, aunque un Sphynx-Munchkin híbrido, la Minskin, está en estudio.

## Reconocimiento y controversia.
A diferencia de TICA, la mayoría de los registros de gatos y las asociaciones de mascotas no reconocen a ningún gato enano como una raza legítima. Los animales están excluidos de la mayoría de los principales espectáculos y concursos de mascotas. En gran parte un fenómeno estadounidense, no son ampliamente aceptados fuera de los Estados Unidos. En sus reglas de registro, la Fédération Internationale Féline prohíbe las razas basadas en el enanismo y menciona específicamente al Munchkin como un ejemplo de manipulación inaceptable de la "enfermedad genética". Están efectivamente prohibidos bajo la Convención Europea para la Protección de Animales de compañía y han sido fuertemente condenados en la revista británica Cat World. En los Estados Unidos, la ASPCA advierte a sus partidarios que "se mantengan vigilantes" contra el mercado pequeño pero en expansión.